# Axinella crassa
Axinella crassa är en svampdjursart som först beskrevs av Carter 1885.  Axinella crassa ingår i släktet Axinella och familjen Axinellidae. Inga underarter finns listade i Catalogue of Life.